# A megfigyelő (televíziós sorozat)
A megfigyelő (eredeti cím: The Watcher) 2022-től vetített amerikai thrillersorozat, amelyet Ryan Murphy és Ian Brennan alkotott, Reeves Wiedeman The Haunting of a Dream House című cikke alapján. A főbb szerepekben Naomi Watts, Bobby Cannavale, Isabel Gravitt, Luke David Blumm és Jennifer Coolidge látható.
Amerikában és Magyarországon 2022. október 13-án mutatta be a Netflix.
2022 novemberében berendelték a második évadot.

## Ismertető
Miután egy házaspár beköltözik álmaik otthonába Westfieldben, hátborzongató leveleket kezdenek kapni egy zaklatótól, aki „A megfigyelő” álnévre hallgat.

## Szereplők

### Főszereplők
| Szerep                              | Színész              | Magyar hang        |
| ----------------------------------- | -------------------- | ------------------ |
| Nora Brannock                       | Naomi Watts          | Kisfalvi Krisztina |
| Dean Brannock                       | Bobby Cannavale      | Debreczeny Csaba   |
| Ellie Brannock                      | Isabel Gravitt       | Tóth Mira          |
| Carter Brannock                     | Luke David Blumm     | Kretz Boldizsár    |
| Karen Calhoun                       | Jennifer Coolidge    | Orosz Anna         |
| Maureen / Mo                        | Margo Martindale     | Szabó Éva          |
| Mitch                               | Richard Kind         | Kassai Károly      |
| Pearl Winslow                       | Mia Farrow           | Kovács Nóra        |
| Jasper Winslow                      | Jasper Winslow       | Rába Roland        |
| Rourke Chamberland nyomozó          | Christopher McDonald | Hirtling István    |
| Theodora Birch                      | Noma Dumezweni       | Kocsis Mariann     |
| William "Bill" Webster / John Graff | Joe Mantello         | Vida Péter         |
| Dakota                              | Henry Hunter Hall    | Penke Bence        |

### Mellékszereplők
| Szerep         | Színész           | Magyar hang        |
| -------------- | ----------------- | ------------------ |
| Mary Holder    | LisaGay Hamilton  | Csankó Zoltán      |
| Steve          | Danny Garcia      | Törköly Levente    |
| Andrew Pierce  | Seth Gabel        | Rajkai Zoltán      |
| Tammy          | Susan Merson      | Horváth Zsuzsa     |
| Jack           | Michael Devine    | Dézsy Szabó Gábor  |
| Trish          | Kate Skinner      | Zsurzs Kati        |
| Roger fiatalon | Anthony Bowden    | Ágoston Péter      |
| Carol Flanagan | Pamela Dunlap     | Menszátor Magdolna |
| Nina           | Brittany Bradford | Tamási Nikolett    |
| Pszichológus   | Jeff Hiller       | Fesztbaum Béla     |

### Magyar változat
- Magyar szöveg: Petőcz István
- Hangmérnök: Salgai Róbert
- Vágó: Házi Sándor
- Gyártásvezető: Kablay Luca
- Szinkronrendező: Molnár Ilona
- Produkciós vezető: Felföldi Anna

A szinkront az Iyuno Hungary készítette.

## Epizódok
| Sor. | Év. | Cím                                          | Rendező        | Író                                                   | Premier           |
| --- | --- | -------------------------------------------- | -------------- | ----------------------------------------------------- | ----------------- |
| 1. | 1.  | Üdv, barátok (Welcome, Friends)              | Ryan Murphy    | Ryan Murphy és Ian Brennan                            | 2022. október 13. |
| A Brannock család, a szülők, Nora és Dean, valamint a gyerekek, Ellie és Carter megérkeznek a 657 Boulevardra, hogy részt vegyenek a nyílt napon. Nora találkozik egy régi barátjával, Karennel, aki ingatlanügynök. Néhány furcsa élmény után a család úgy dönt, hogy megveszik a házat. Dean azonban kénytelen felvenni a család szinte összes megtakarítását, hogy megengedhesse magának a házat. Hat héttel később a család beköltözik. Ellie zenét hall egy üres szobából, és a család baljóslatú levelet kap a "Megfigyelőtől", aki Ellie és Carter elrablásával fenyegetőzik. Dean és Nora a rendőrséghez fordul, de Chamberland nyomozó úgy véli, hogy az egész csak egy tréfa. Azonban beleegyezik, hogy elküldik a levelet DNS-vizsgálatra, és azt mondja, tudja, hogy a családnak "mélyre kellett ásnia", hogy megengedhesse magának a házat. Másnap reggel Carter a szomszédjukat, Jaspert találja a ház pincéjében. Pearl, Jasper nővére elmagyarázza, hogy a régi tulajdonosok nem bánják, ha Jasper használja az ételliftet. Dean és Nora úgy dönt, hogy riasztókat és kamerákat szereltetnek fel, és felbérelik Dakotát, egy 19 éves vállalkozót. Később aznap este Carter holtan találja házi görényét. Néhány nappal később Dean újabb Megfigyelő levelet talál a postaládában.                                          |     |                                              |                |                                                       |                   |
| 2. | 2.  | Véráldozat (Blood Sacrifice)                 | Paris Barclay  | Ryan Murphy és Ian Brennan                            | 2022. október 13. |
| Dean és Nora elviszik a második levelet Chamberlandnek, aki azt javasolja, hogy fogadjanak fel egy magánnyomozót, Dean pedig Theodora Birchet alkalmazza. Nora talál egy motelt, ahol ő és a gyerekek alhatnak, Dean pedig a házban marad. Az első éjszaka csengetnek, de amikor Dean kinyitja az ajtót, nincs senki, és Dean zenét hall egy emeleti szobából. A motelben Nora telefonhívást kap, és nehéz légzést hall. Miután visszahívja a számot, kiderül, hogy a hívás a házból érkezett. Később Theodora megadja Dean-nek Andrew Pierce, az előző tulajdonos elérhetőségét. Dean találkozik Andrew-val, aki elmondja neki, hogy a fia, Caleb elment a szomszédaik, Mitch és Mo házába, és látott köpenyes férfiakat, akik egy csecsemő vérét itták, miközben ott laktak. Andrew nem sokkal ezután Megfigyelő leveleket is kapott, és úgy véli, hogy Mitch és Mo az elkövetők. Dean és Nora felbéreli Dakotát éjszakai őrnek a házuk elé. Aznap este Dakota és Ellie megcsókolják egymást. Másnap reggel Dean szembesül Mo-val a vállalkozókról. Később Dean lövésekre ébred. Másnap reggel a rendőrség holtan találja Mitch-et és Mo-t a házukban. |     |                                              |                |                                                       |                   |
| 3. | 3.  | Az istenek alkonya (Götterdämmerung)         | Ryan Murphy    | Ryan Murphy és Ian Brennan                            | 2022. október 13. |
| Dean folytatja az ügy megbeszélését Theodorával. Még mindig nem világos, hogy ki lehet a Megfigyelő. Nora megbeszéli problémás házasságát a barátnőjével, Karennel, aki azt javasolja, hogy a párnak több szexet kellene folytatnia. Később Dean találkozik a házában egy John nevű férfival, aki azt állítja, hogy ő az építési felügyelő. Beszélgetésük furcsa fordulatot vesz. Utána Dean megtudja, hogy a környékükön nincs ilyen nevű építési ellenőr. Nora megpróbálja meghallgatni Karen tanácsát, de Dean túlságosan zavart, mert az új házukban és környékén történnek a dolgok. Deant Theodora hívja fel. Megkéri Chamberlandet, hogy nézzen bele a házzal kapcsolatos régi aktákba. Ennek során rájön egy családi mészárlásra, amit John Graff, a korábbi tulajdonos követett el, aki szintén kapott Megfigyelő leveleket. A nő történetét hallgatva Dean arra gondol, hogy a John nevű férfi, akivel korábban találkozott, John Graff lehet. Mivel Jasper Winslow két héttel a gyilkosságok megtörténte után fedezte fel a holttesteket, Dean szembesíteni akarja őt az üggyel, de Pearl ezt nem engedi. Nora újabb levelet talál a Megfigyelőtől. |     |                                              |                |                                                       |                   |
| 4. | 4.  | Valaki vigyáz rám (Someone to Watch Over Me) | Paris Barclay  | Ryan Murphy és Ian Brennan                            | 2022. október 13. |
| Egy héttel korábban Dean és Nora szembesítik az ingatlanügynökség igazgatóját a gyilkosságokkal, de ő semmit sem tud tenni. Dean mesél Norának és Theodorának a John nevű férfiról, akivel korábban találkozott. Theodora azonban nem látja az összefüggést, és úgy véli, hogy Dakota, aki Ellie-vel jár, lehet, hogy a Megfigyelő. Dean rájön a dologra, és szembesíti Ellie-t és Dakotát, mire Ellie hívja a rendőrséget. Dakota beleegyezik, hogy DNS-mintát küldjön vizsgálatra, hogy kiderüljön, egyezik-e a Megfigyelő borítékjain lévő DNS-sel. Ellie elmeséli a randizási történetét az online követőinek, és arra céloz, hogy az apja rasszista, mivel Dakota színesbőrű férfi. Dean rájön, hogy a hálószobájukban kamera van, amely filmezi, ahogy alszik, miközben egy lány járkál az ágyban, majd mellette fekszik. A lány úgy néz ki, mint Pat Graff, John Graff lánya. Dakota elárulja, hogy elküldte a felvételt Norának és Dean főnökének, és azért helyezte el a kamerát Dean hálószobájában, mert azt hitte, hogy Dean a Megfigyelő. Nora látta a felvételt, és kirúgja Deant a házból. Dean továbbra is vigyáz rájuk. Észreveszi, hogy egy autó érkezik, amelyik kiteszi Mo-t és Mitch-et. |     |                                              |                |                                                       |                   |
| 5. | 5.  | Occam borotvája (Occam's Razor)              | Jennifer Lynch | Ryan Murphy és Ian Brennan                            | 2022. október 13. |
| A telefonhívások átnézése közben Nora rájön, hogy az ismeretlen motelhívás otthonról érkezett. Nora találkozik Theodorával, aki felbérelt egy kézírásszakértőt, hogy vizsgálja meg a leveleket, és úgy véli, Dean a Megfigyelő. Theodora rájön, hogy Dean nem volt partner, és kölcsönöket vett fel, hogy kifizesse a házat. Mo elmondja Norának, hogy a fia azt tervezte, hogy Mitch és Mo halálát megrendezi a biztosítási pénzért. Pearl úgy hiszi, hogy Jasper írta a leveleket, mert kapott egy levelet "Óda egy házhoz" címmel. Dakota átnézi a Brannock-ház összes kamerájának felvételét, és rájön, hogy a Dean hálószobájában lévő lány soha nem lépett be a házba. Dean elmondja Norának, hogy ő írta a harmadik levelet. Karen elmondja Norának, hogy egy kft. meg akarja venni Nora házát, de Nora visszautasítja az ajánlatot. Megérkeznek a DNS eredmények, amelyek szerint egy nő DNS-e volt a borítékon. Nora meglátja Chamberlandet és Karent együtt a country klubban, és szembesíti őket, mert úgy gondolja, hogy ők ketten olcsón akarták megszerezni a házat. Ellie felfedezi, hogy az "Óda egy házhoz" egy Roger Kaplan által készített iskolai feladat, amelyben a diákok szerelmes levelet írtak a kedvenc házukhoz. Nora felismeri Kaplant a nyitott házból, és az építőmunkások alagutat találnak az alagsorban. |     |                                              |                |                                                       |                   |
| 6. | 6.  | Esthajnal (The Gloaming)                     | Max Winkler    | Ian Brennan és Reilly Smith                           | 2022. október 13. |
| Dean és Nora egy titokzatos alakot üldöznek az alagúton keresztül, és eljutnak egy hálószobába, ahol valaki lakott. Az alak eltűnik egy zárt ajtó mögött, és kiderül, hogy ő John Graff. Ők ketten Chamberlandhez mennek, aki nem hajlandó segíteni nekik, miután a country klubban szembesítették őket. Theodora elmegy Trishhez, Roger volt feleségéhez, aki elmondja neki, hogy Roger szerette a 657 Boulevardot. Egy másik házat is szeretett, és szerelmes leveleket küldött a tulajdonosoknak. Egy idő után a levelek egyre fenyegetőbbek lettek. Később Dean és Nora szembesíti Rogert és új feleségét, Mikót a szupermarketben. Ők ketten megvádolják Rogert a Megfigyelő levelek írásával, de Roger és Miko elsétálnak. Dühösen Roger a Brannock-ház előtt áll, és gúnyolódik velük. Dean és Nora megegyeznek abban, hogy el kell adniuk a házat. Brannockék kapnak egy nagy összegű ajánlatot, de a vevő visszalép, miután megjelenik egy cikk a házról. Karen elmondja Norának, hogy a cikket ő jelentette meg, és Brannockék visszaköltöznek a régi házukba a városban. |     |                                              |                |                                                       |                   |
| 7. | 7.  | Vadászat (Haunting)                          | Jennifer Lynch | Ian Brennan, Reilly Smith, Todd Kubrak és Ryan Murphy | 2022. október 13. |
| Nora műalkotásai nagyon jól fogynak, Dean pedig még mindig megszállottan keresi a tettest. Nora beszámol Dean megszállottságáról Theodorának, aki halálos rákja miatt kórházban van. Theodora később behívja Deant a kórházba, és elmondja neki, hogy ő a Megfigyelő, és Brannockék megvették tőle a 657 Boulevardot. A válása után szinte minden megtakarítását elvesztette, és kénytelen volt eladni a házat. Amikor Dean és Nora elmennek Theodora temetésére, a lánya elmondja nekik, hogy Theodora hazudott arról, hogy ő a Megfigyelő, hogy Dean nyugodt lehessen. A házaspár kap egy LLC ajánlatot, és eladják a házat. Karen áll az LLC mögött, és Nora meglátogatja Karent, amikor az beköltözik, és elmondja neki, hogy "figyelni fog". Késő este Karen talál egy Megfigyelő levelet a pincében, és lemegy a földszintre, ahol a kutyáját holtan találja, és egy titokzatos alak figyeli őt. Néhány héttel később Dean terápiára jár, és elmondja a terapeutájának, hogy Karen eladta a házat. Visszamegy a házba, és találkozik az új tulajdonossal, aki Johnként mutatkozik be. Hazudik Norának arról, hogy hol van, és hazavezet, nem tudván, hogy Nora figyeli őt. |     |                                              |                |                                                       |                   |

## A sorozat készítése
A sorozat Reeves Wiedeman 2018-as, a New York-i "The Cut" című lapban megjelent cikkén alapul, amely Derek és Maria Broaddus tapasztalatait örökítette meg, miután 2014-ben fenyegető leveleket kaptak, miután beköltöztek a Westfieldben, a 657 Boulevardon található otthonukba, ami egészen addig folytatódott, amíg 2019-ben el nem adták a házat. John Graff karakterét John Listről, egy tömeggyilkosról és hosszú ideig szökésben lévő személyről mintázták, aki 1971-ben meggyilkolta családját westfieldi otthonában. John Graff karaktere és a List-gyilkosságok közötti hasonlóságok közé tartozik, hogy könyvelői karriert futott be, lutheránus templomba járt, és meggyilkolta családtagjait és az ott élő anyját, valamint zenét hagyott a házban, és olyan alibit tervezett, ami miatt a holttesteket több hétig nem fedezték fel.
A 657 Boulevard alatti otthon helyszíni jeleneteit egy 2016-ban épült magánházban forgatták Rye-ban. A jeleneteket, amelyekben a Brannock család egy motelben száll meg, egy működő motelben forgatták Locust Valley-ben.